# Rhynchocalamus melanocephalus
Espèce
Synonymes
- Homalosoma melanocephalum Jan, 1862

Statut de conservation UICN

 LC  : Préoccupation mineure
Rhynchocalamus melanocephalus  est une espèce de serpents de la famille des Colubridae.

## Répartition
Cette espèce se rencontre en Azerbaïdjan, en Arménie, dans l'Est de la Turquie, en Syrie, au Liban, en Israël, en Égypte au Sinaï, en Jordanie, en Irak, en Arabie saoudite et en Iran.

## Taxinomie
La sous-espèce Rhynchocalamus melanocephalus satunini a été élevée au rang d'espèce par Šmíd, Martínez, Gebhart, Aznar, Gállego, Göçmen, de Pous, Tamar et Carranza en 2015.

## Étymologie
Son nom d'espèce, du grec ancien μέλας, mélas, « noir », et κεφαλή, képhalế, « tête », lui a été donné en référence à sa livrée.

## Publication originale
- Jan, 1862 : Enumerazione sistematico delle specie d'ofidi del gruppo Calamaridae. Archivio per la zoologia, l'anatomia e la fisiologia, vol. 2, p. 1-76 (texte intégral).